# Denotation
Et ords denotation eller betegnelse er dets betydning eller dets abstrakte definition. (I modsætning hertil er konnotation, alle de emner som omfattes.) Denotationen til ordet pige er ung kvinde, (konnotationen er alle piger, dvs. alle de millioner mennesker, som kan omfattes, når man siger ordet pige.)
Denotation er synonymt med begrebet intension eller begrebsindholdet; (konnotation er synonymt med ekstension (begrebsomfang).)
Indenfor logik og filosofisk semantik har begrebet denotation anvendes siden John Stuart Mill. 

## Etymologi
Fra latin denotare (=tydeligt mærke), af latin de (=fra, af) + notare.